# اوتینی-لوون‌لنو
شهر اوتینی-لوون‌لنو (به فرانسوی: Ottignies-Louvain-la-Neuve) در شهرستان نیول  در استان اوئلون بربان  در منطقه فدرال والوون در کشور بلژیک واقع شده‌است.

## نگارخانه

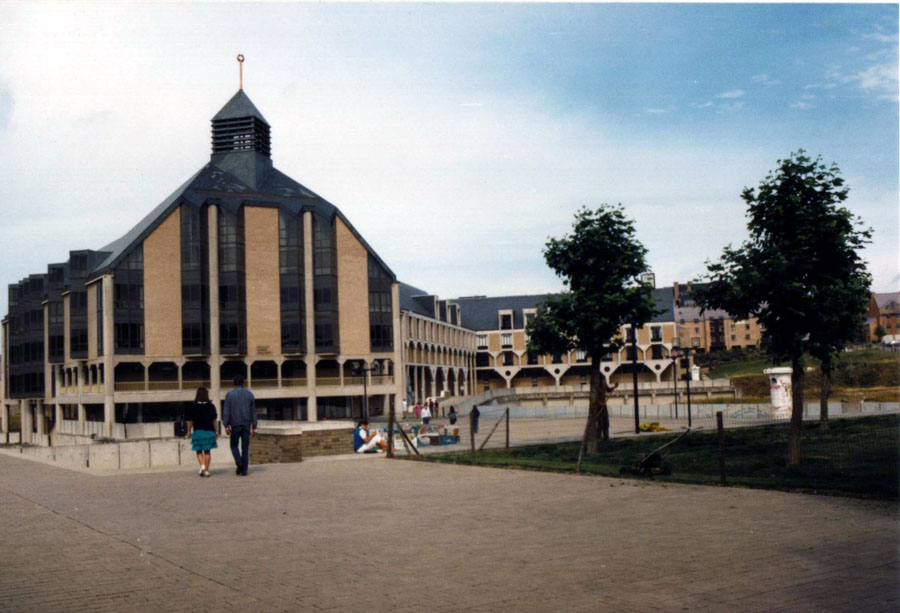
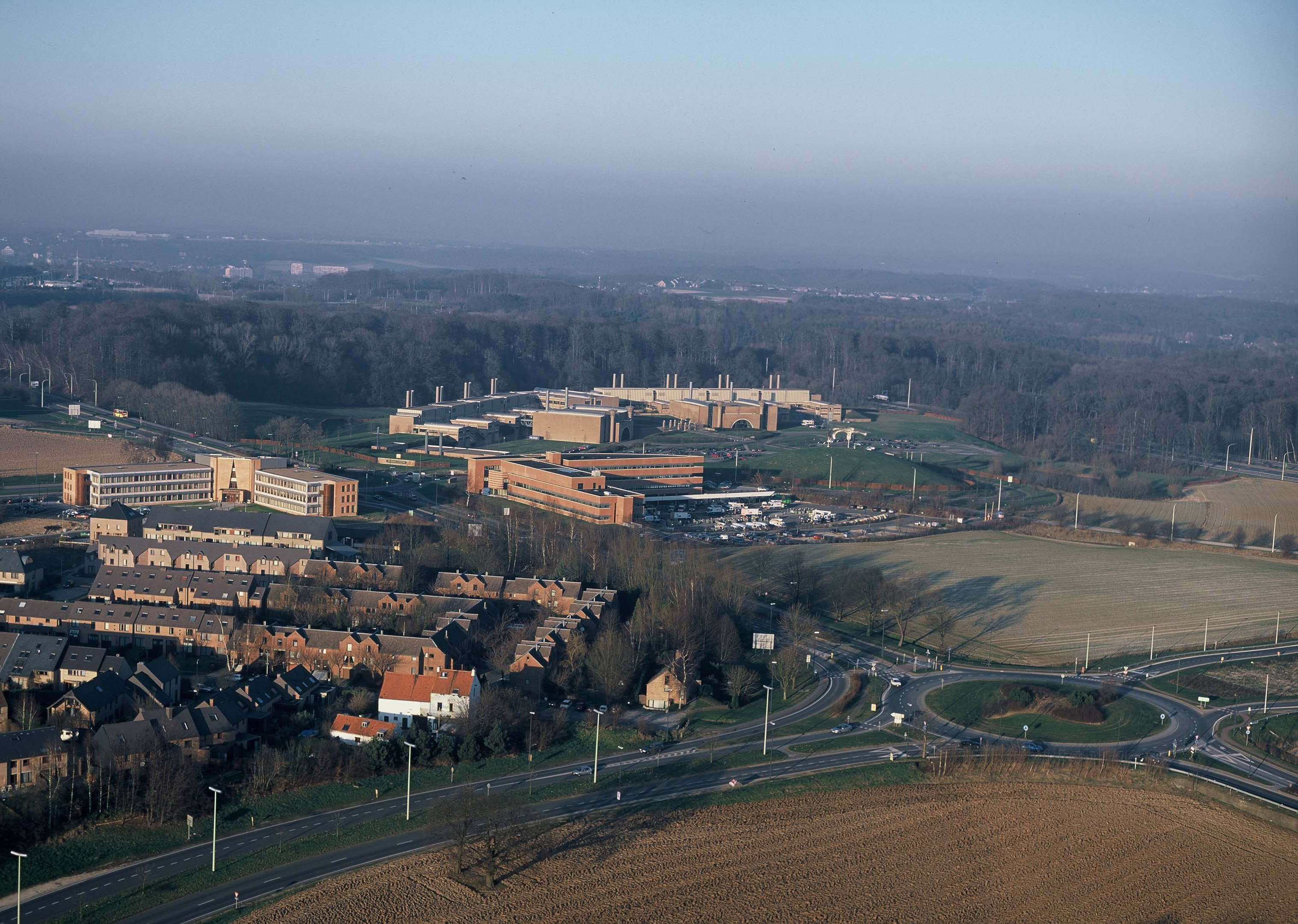